# 19084 Eilestam
19084 Eilestam è un asteroide della fascia principale. Scoperto nel 1978, presenta un'orbita caratterizzata da un semiasse maggiore pari a 2,3108084 au e da un'eccentricità di 0,0593549, inclinata di 6,73681° rispetto all'eclittica.